# Massimiliano De Seneen
Massimiliano De Seneen (Bologna, 3 gennaio 1950) è un politico italiano, coordinatore del PdL per la Provincia di Oristano ed è stato deputato per Alleanza Nazionale nella XIV Legislatura.
Risulta eletto Presidente della Provincia di Oristano alle elezioni del 2010 col 59,7% dei voti, a capo di una coalizione comprendente PdL, UdC, Fortza Paris, Riformatori Sardi, MpA e Partito Sardo d'Azione.